# Легіт березовий
Легіт березовий (Thecla betulae) — вид денних метеликів родини Синявцеві (Lycaenidae).

## Поширення
Вид досить поширений у Європі (відсутній на півдні Іспанії та Італії, на середземноморських островах та на півночі Скандинавії), на Кавказі та в помірній Азії до Корейського півострова включно.
В Україні вид поширений повсюдно за винятком високогір'я Карпат та посушливих районів півдня України. Трапляється в листяних та мішаних лісах, рідколіссі, серед чагарникових рослин, в садах, паркових насадженнях.

## Опис
Розмах крил 30-40 мм. Забарвлення крил коричневе. У самиць на передніх крилах яскрава жовтогаряча пляма, а задні крила з двома помаранчевими плямами біля «хвостиків». У самців плями нечіткі і важко помітні. Нижня сторона крил помаранчева з білими поперечними рисками і чорними точками.

## Спосіб життя
Метелики літають від кінця червня до початку жовтня. Легіт березовий розвивається в одному поколінні. Гусінь живиться листям дерев та чагарників. Кормові рослини — глід, береза, тополя, слива, малина, черемха звичайна та інші. Інколи гусінь паразитує у гніздах мурах Lasius niger.